# Classe Prinz Adalbert
A Classe Prinz Adalbert foi uma classe de cruzadores blindados operada pela Marinha Imperial Alemã, composta pelo SMS Prinz Adalbert e SMS Friedrich Carl. Suas construções começaram em 1900 no Estaleiro Imperial de Kiel e nos estaleiros da Blohm & Voss em Hamburgo, foram lançados ao mar em 1901 e 1902 e comissionados na frota alemã em 1903 e 1904. A classe foi construída como parte de um programa de expansão iniciado pelo Lei Naval de 1898 e seu projeto foi muito baseado no predecessor SMS Prinz Heinrich, porém incorporando algumas pequenas modificações na composição e arranjo de seus armamentos e também na extensão do seu esquema de proteção.
Os cruzadores da Classe Prinz Adalbert eram armados com uma bateria principal composta por quatro canhões de 210 milímetros montados em duas torres de artilharia duplas. Tinham um comprimento de fora a fora de 126 metros, uma boca de dezenove metros, um calado de sete metros e um deslocamento carregado de quase dez mil toneladas. Seus sistemas de propulsão eram compostos por catorze caldeiras a carvão que alimentavam três motores de tripla-expansão, que por sua vez giravam três hélices até uma velocidade máxima de vinte nós (37 quilômetros por hora). Os navios também eram protegidos por um cinturão principal de blindagem com oitenta a cem milímetros de espessura.
O Prinz Adalbert passou sua carreira em tempos de paz como navio-escola de artilharia, enquanto o Friedrich Carl primeiro serviu com a frota antes de também se tornar um navio-escola. A Primeira Guerra Mundial começou em meados de 1914 e o Friedrich Carl foi enviado com uma esquadra para o Mar Báltico, porém afundou em 17 de novembro depois de bater em uma mina naval russa. O Prinz Adalbert começou atuando no Mar do Norte, mas foi transferido para o Báltico depois da perda de seu irmão. Foi torpedeado por um submarino britânico em julho de 1915 e ficou meses sob reparos. Ao voltar ao serviço foi torpedeado outra vez em 23 de outubro e afundou após uma explosão interna.

## Desenvolvimento
A Levi Naval de 1898 previa uma força de doze cruzadores blindados para serviço estrangeiro nas colônias da Alemanha. Entretanto, a Marinha Imperial Alemã também precisava de cruzadores para operações com a frota e assim tentou projetar um navio que poderia desempenhar as duas funções. O primeiro produto da lei foi o SMS Prinz Heinrich, uma alteração do predecessor SMS Fürst Bismarck, equipado com menos canhões e uma blindagem mais fina com o objetivo de alcançar uma velocidade máxima mais elevada e custo menor. Segundo a lei, um cruzador deveria ser construído por ano, assim os trabalhos em um sucessor começaram imediatamente a fim de cumprirem a exigência.
O projeto da Classe Prinz Adalbert foi preparado entre 1899 e 1900, sendo um aprimoramento do Prinz Heinrich. O formato e tamanho básicos do casco permaneceram praticamente os mesmos, mas modificações foram feitas no armamento e esquema de blindagem. Os dois canhões de 240 milímetros em duas torres de artilharia únicas do Prinz Heinrich foram substituídas por quatro armas de 210 milímetros em duas torres duplas, pois a equipe de projeto tinha começado a questionar a sabedoria de limitar a bateria principal a apenas dois canhões. A arma de 210 milímetros permaneceria a padrão para todos os cruzadores blindados alemães seguintes. A bateria secundária permaneceu igual ao navio anterior, com exceção da adição de mais dois canhões de 88 milímetros.
A espessura da blindagem permaneceu similar àquela que tinha sido usada no Prinz Heinrich, porém ficou mais ampla, com a principal melhora sendo no cinturão superior, que foi conectado às barbetas das torres de artilharia principais por meio de anteparas blindadas obliquas. A espessura do convés blindado foi aumentada, enquanto um novo sistema de propulsão dez por cento mais potente permitiu um aumento de meio nó (0,93 quilômetro por hora) em relação às embarcações anteriores.

## Projeto

### Características

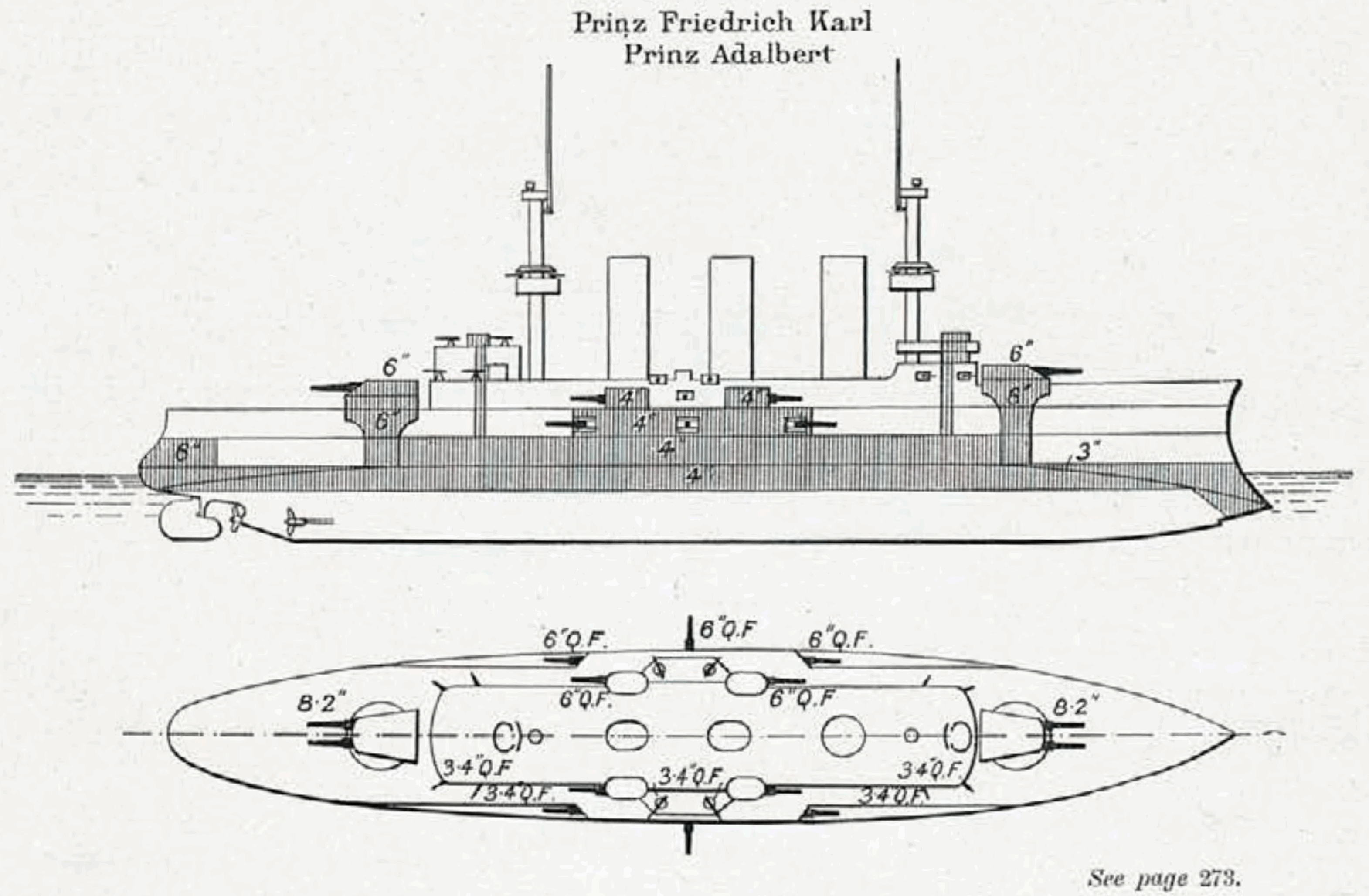
Desenho da Classe Prinz Adalbert

Os dois cruzadores blindados da Classe Prinz Adalbert tinham 124,9 metros de comprimento da linha de flutuação e 126,5 metros de comprimento de fora a fora. Tinham uma boca de 19,6 metros e um calado de 7,43 metros à vante e 7,9 metros à ré. O deslocamento normal era de 9 087 metros, enquanto o deslocamento carregado chegava a 9 875 toneladas. Os cascos foram construídos com armações de aço longitudinais e transversais sobre as quais as placas de aço do casco foram rebitadas. Os navios eram subdivididos em catorze compartimentos estanques e tinham um fundo duplo que se estendia por sessenta por cento do comprimento do casco. Os projetistas decidiram usar dois mastros militares pesados que tinham sido descartados do projeto do Prinz Heinrich.
A Marinha Imperial considerava os navios como boas embarcações, tendo movimentos gentis quando os depósitos de combustível inferiores estavam cheios. Eram responsivos aos comandos do timão, com a direção sendo controlada por um único leme. Perdiam até sessenta por cento de sua velocidade com o leme completamente virado, mas tinham apenas uma perda mínima em mares bravios. As casamatas do armamento secundário ficavam muito baixas e assim ficavam excessivamente molhadas mesmo em mares calmos. Tinham uma altura metacêntrica transversal de 73 centímetros. A tripulação padrão dos cruzadores era de 35 oficiais e 551 marinheiros, mas quando serviam de capitânias estes números aumentavam em mais nove oficiais e 44 marinheiros. Também eram equipados com várias embarcações menores, incluindo dois barcos de piquete, uma lancha, um escaler, dois cúteres, dois yawls e dois botes.

### Propulsão
O sistema de propulsão era composto por três motores verticais de tripla-expansão com três cilindros, cada um girando uma hélice; a hélice central tinha três lâminas e 4,5 metros de diâmetro, enquanto as duas laterais tinham quatro lâminas e 4,8 metros de diâmetro. Os motores eram alimentados por catorze caldeiras de tubos d'água Dürr a carvão fabricadas pela Düsseldorf-Ratinger Röhrenkesselfabrik e cuja exaustão era canalizada para três chaminés. Os eixos das hélices eram mais curtos e melhor carenados às linhas do casco para reduzir o arrasto, também sendo autossustentáveis. Estes elementos foram incorporados a todos os cruzadores e couraçados seguintes da Marinha Imperial.
Os motores do Prinz Adalbert tinham uma potência indicada de 16,2 mil cavalos-vapor (11,9 mil quilowatts), enquanto a aqueles do Friedrich Carl eram ligeiramente mais potentes a dezessete mil cavalos-vapor (12,5 mil quilowatts). A velocidade máxima das embarcações era de vinte nós (37 quilômetros por hora) e 20,5 nós (38 quilômetros por hora), respectivamente. Ambos os navios alcançaram potências mais elevadas durante seus testes marítimos, porém suas velocidades máximas não melhoraram significativamente. Foram projetados para carregar 750 toneladas de carvão, porém o armazenamento podia ser aumentado até 1 630 toneladas. Isto permitia uma autonomia de 5 080 milhas náuticas (9 410 quilômetros) a uma velocidade de cruzeiro de doze nós (22 quilômetros por hora). Quatro geradores produziam 246 quilowatts de energia elétrica a 110 volts.

### Armamento
O armamento principal consistia em quatro canhões calibre 40 de 210 milímetros montados em duas torres de artilharia duplas, uma à vante e outra à ré da superestrutura. Cada arma tinha um carregamento de 85 projéteis. Os canhões podiam abaixar até cinco graus negativos e elevar até trinta graus, o que proporcionava um alcance de 16,3 quilômetros. Disparavam projéteis de 108 quilogramas a uma velocidade de saída de 780 metros por segundo. O armamento secundário tinha dez canhões calibre 40 de 149 milímetros, seis em casamatas nas laterais e quatro em torres de artilharia únicas acima. Cada arma tinha um carregamento de 140 projéteis. Estes pesavam quarenta quilogramas e eram disparados a uma velocidade de saída de oitocentos metros por segundo. Os canhões podiam elevar até trinta graus para um alcance de 13,7 quilômetros.
A defesa contra barcos torpedeiros era composta por doze canhões calibre 35 de 88 milímetros arranjados em grupos de quatro montagens giratórias com escudos. Quatro ficavam próximas da torre de comando de vante, quatro ficavam perto das duas últimas chaminés e as últimas quatro ficavam no alto da superestrutura de ré. Disparavam projéteis de sete quilogramas a uma velocidade de saída de 770 metros por segundo. Podiam elevar até 25 graus para um alcance máximo de nove quilômetros. O armamento era finalizado por quatro tubos de torpedo submersos de 450 milímetros: um na proa, um na popa e um em cada lateral. Cada navio levava um carregamento de sete torpedos.

### Blindagem
A blindagem era feita de aço desenvolvido pela Krupp. O cinturão principal de blindagem consistia em uma camada de madeira de teca de cinquenta milímetros de espessura coberta por cem milímetros de placas de aço na parte central dos navios, região que protegia as salas de máquinas e depósitos de munição. A espessura do cinturão diminuía para oitenta milímetros nas extremidades da área central, com a proa e popa não sendo protegidas. O convés blindado tinha entre quarenta e oitenta milímetros. Uma blindagem inclinada de cinquenta a oitenta milímetros conectava o convés à extremidade inferior do cinturão principal. As casamatas eram protegidas eram protegidas por placas de cem milímetros, assim como as torres de artilharia secundárias. As torres de artilharia principais tinham laterais de 150 milímetros e tetos de trinta milímetros. A torre de comando de vante também tinha laterais de 150 milímetros e teto de trinta milímetros, já a torre de comando de ré era menos protegida, tendo apenas vinte milímetros de blindagem.

## Navios
| Navio          | Construtor                 | Batimento      | Lançamento          | Comissionamento        |
| -------------- | -------------------------- | -------------- | ------------------- | ---------------------- |
| Prinz Adalbert | Estaleiro Imperial de Kiel | abril de 1900  | 22 de junho de 1901 | 12 de janeiro de 1904  |
| Friedrich Carl | Blohm & Voss               | agosto de 1900 | 21 de junho de 1902 | 12 de dezembro de 1903 |

## Carreiras

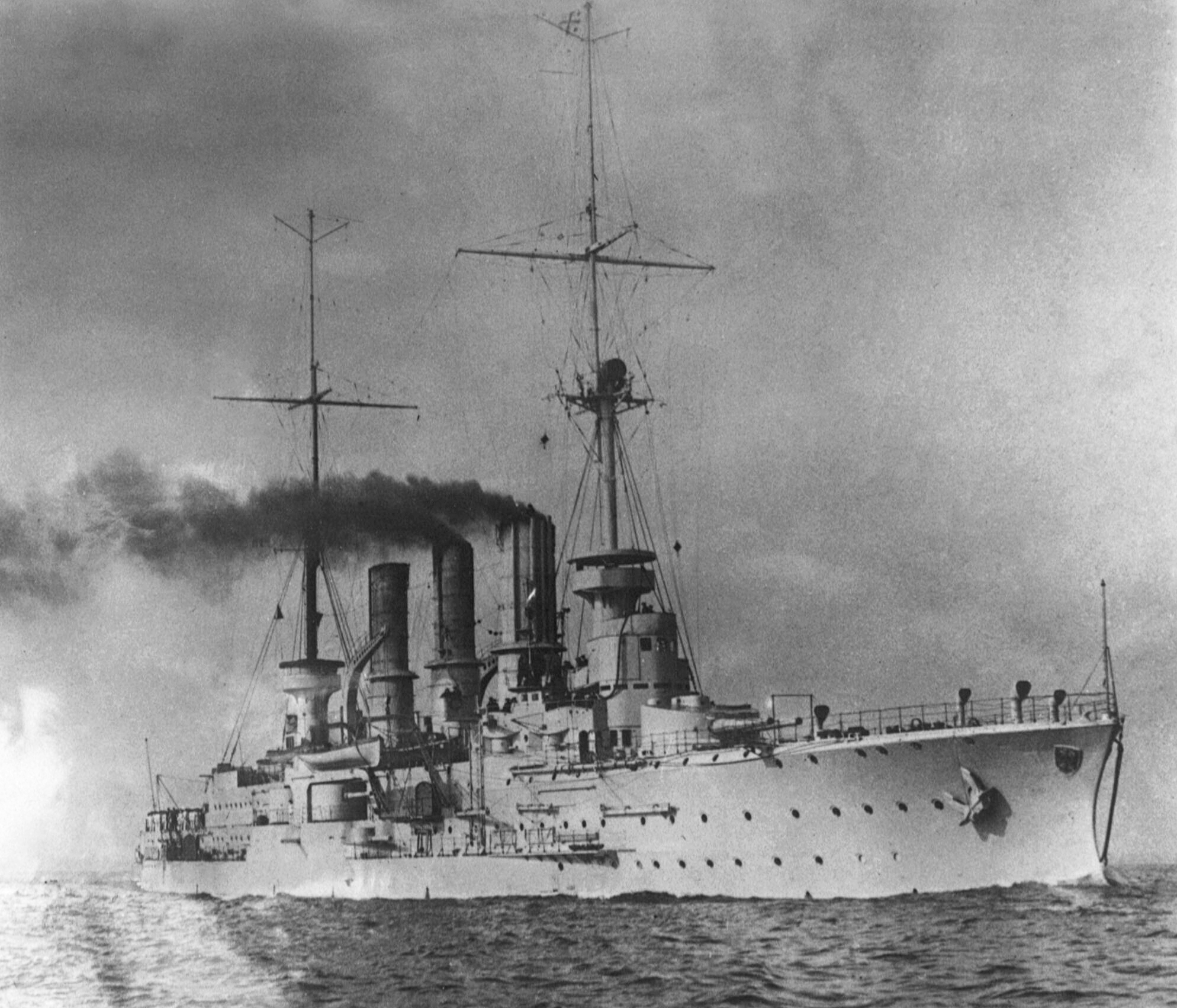
O Friedrich Karl c. 1914

O Prinz Adalbert começou sua carreira atuando como navio-escola de artilharia para a frota, enquanto o Friedrich Carl começou servindo com as forças de reconhecimento da Frota de Batalha Ativa, inicialmente como da formação capitânia. Durante este período também participou de cruzeiros internacionais, incluindo para escoltar o iate SMY Hohenzollern do imperador Guilherme II em algumas viagens. Uma destas incluiu uma visita ao Marrocos em 1905 que levou à Primeira Crise de Marrocos. O Friedrich Carl também foi transformado em um navio-escola em 1909 à medida que cruzadores mais modernos foram entrando em serviço, atuando na área de treinamento de torpedos. Os dois navios também participaram de vários treinamentos com a frota durante o período de paz.
Ambos foram mobilizados com o início da Primeira Guerra Mundial em agosto de 1914. O Prinz Adalbert foi inicialmente designado para o IV Grupo de Reconhecimento da Frota de Alto-Mar, alternando entre o Mar do Norte e o Mar Báltico para várias operações, incluindo o bombardeio do litoral do Reino Unido no início de novembro. O Friedrich Carl foi enviado para a Divisão de Cruzadores do Mar Báltico, servindo de capitânia para o contra-almirante Ehler Behring. Este ordenou em novembro um ataque contra o porto de Libau, que os alemães acreditavam ser uma base para submarinos britânicos. Entretanto, o Friedrich Carl bateu em uma mina naval próximo de Memel no dia 17 enquanto seguia para a cidade. A tripulação conseguiu manter o navio flutuando o suficiente para que todos a bordo fossem evacuados em segurança, com apenas sete homens morrendo. A operação mesmo assim prosseguiu como planejado.
Depois disso o Prinz Adalbert foi transferido para a Divisão de Cruzadores para substituir seu irmão e se tornou a nova capitânia de Behring. Realizou várias operações contra a Marinha Imperial Russa durante a primeira metade de 1915, incluindo bombardeios de Libau e dar apoio para a criação de campos minados na região do Golfo de Riga. Em maio deu suporte para o Exército Alemão na captura de Libau. Fez uma surtida em 1º de julho para dar suporte a uma operação de criação de campos minados que estava sendo atacada por cruzadors russos. No caminho foi torpedeado pelo submarino britânico HMS E9, sendo seriamente danificado, mas conseguiu retornar para Kiel.
Seus reparos foram finalizados em setembro e participou no final do mês de uma surtida no Golfo da Finlândia, porém não encontrou embarcações inimigas. O Prinz Adalbert estava navegando a aproximadamente trinta quilômetros ao oeste de Libau em 23 de outubro na companhia de dois barcos torpedeiros quando foi interceptado pelo submarino britânico HMS E8. Este lançou torpedos a uma distância de 1,2 quilômetro, que acertaram o cruzador de detonaram seu depósito de munição. A explosão destruiu o navio e ele afundou imediatamente com 672 mortos e apenas três sobreviventes. O naufrágio foi a maior perda de vidas para as forças alemãs no Báltico durante toda a guerra.

### Citações
1. ↑  Campbell & Sieche 1986, p. 142.
2. ↑  Herwig 1998, pp. 27–28.
3. ↑  Dodson 2016, pp. 56, 58.
4. 1 2 3 4 5 6 7 8 9  Gröner 1990, p. 50.
5. 1 2 3 4  Dodson 2016, p. 58.
6. ↑  Gröner 1990, pp. 50–51.
7. 1 2 3  Campbell & Sieche 1986, p. 140.
8. 1 2 3 4 5  Hildebrand, Röhr & Steinmetz 1993a, p. 115.
9. 1 2 3 4  Hildebrand, Röhr & Steinmetz 1993b, p. 35.
10. ↑  Hildebrand, Röhr & Steinmetz 1993b, pp. 35–36.
11. ↑  Hildebrand, Röhr & Steinmetz 1993a, pp. 115–118.
12. 1 2  Hildebrand, Röhr & Steinmetz 1993b, p. 37.
13. 1 2  Gröner 1990, p. 51.
14. 1 2  Corbett 1921, p. 286.
15. ↑  Hildebrand, Röhr & Steinmetz 1993b, p. 38.
16. ↑  Halpern 1995, pp. 191–193, 195.
17. ↑  Polmar & Noot 1991, p. 42.
18. 1 2  Halpern 1995, p. 203.
19. ↑  Polmar & Noot 1991, p. 45.